# پشه‌گیر کالیفرنیا
پشه‌گیر کالیفرنیا (نام علمی: Polioptila californica) نام یک گونه از سرده پشه‌گیرها است.